# Erna Ovesen
Erna Maria Wilhelmina Ovesen ibland omnämns hon som Ovesen, född 5 augusti 1904 i Finland, död 16 december 1988 på Lidingö, var en svensk skådespelare, målare, skulptör och grafiker. 

## Biografi
Ovesen medverkade 1945 i höstsalongen på Liljevalchs konsthall i Stockholm med skulpturerna Franciscus i marmor och Fåglar i träd av gips. På utställningen Nordisk grafik 1948 medverkade hon med ett antal blad med stadsbilder från Stockholm och interiörer utförda i etsning, torrnålsgravyr och akvatint. Som illustratör illustrerade hon Ebbe Albjörn och Harry Carlsons Bilder för ljudanalys och Läs och berätta. Som skådespelare har hon förutom film varit engagerad vid Hippodromteatern i Malmö. Ovesen är begravd på Norra begravningsplatsen utanför Stockholm.

## Filmografi
- 1934 – Uppsagd
- 1934 – Sången om den eldröda blomman
- 1949 – Bara en mor
- 1974 – Prästrocken

## Teater

### Roller
| År   | Roll             | Produktion                                                         | Regi              | Teater                |
| ---- | ---------------- | ------------------------------------------------------------------ | ----------------- | --------------------- |
| 1933 |                  | Hela havet stormar (Musical Chairs) Ronald Mackenzie               | Gustaf Linden     | Skådebanan            |
| 1933 |                  | Den store hädangångne René Fauchois                                | Helge Wahlgren    | Skådebanan            |
| 1936 | Mrs Erda Leyburn | Cirkus Sanger (The Constant Nymph) Margaret Kennedy och Basil Dean | Sandro Malmquist  | Nya Teatern           |
| 1936 | Inga-Stina       | Moster Klara från Skara Siegfried Fischer                          | Siegfried Fischer | Söders friluftsteater |

### Scenografi
| År   | Produktion               | Upphovsmän              | Regi             | Teater       |
| ---- | ------------------------ | ----------------------- | ---------------- | ------------ |
| 1957 | Arvtagerskan The Heiress | Ruth och Augustus Goetz | Bengt Lagerkvist | Bygdeteatern |